# Ludwik Trokin
Ludwik Trokin żył na przełomie XVIII i XIX wieku.
Generał major armii Wielkiego Księstwa Litewskiego.
Służył w Wojskach Koronnych. W 1789 jako pułkownik pełnił służbę w Kamieńcu Podolskim. 26 maja 1792 z pułkownika w 12 regimencie pieszym koronnym awansował na generała majora. W wojnie polsko-rosyjskiej 1792 jako generał dowodził Brygadą w Dywizji generała Michała Zabiełły.
Związał się potem z targowiczanami, złożył przysięgę wierności Katarzynie II i prawdopodobnie służył w jej wojskach.